# Rzucić rap
Rzucić rap – singel polskich raperów Wac Toja i Białasa z albumu studyjnego, zatytułowanego High Quality. Singel został wydany 20 marca 2017.
Nagranie otrzymało w Polsce status złotej płyty.

## Geneza utworu i historia wydania
Utwór napisali i skomponowali Mateusz Karaś, Wacław Osiecki i Tef.
Singel ukazał się w formacie digital download 20 marca 2017 w Polsce za pośrednictwem wytwórni płytowej QueQuality. Kompozycja została umieszczona na trzecim albumie studyjnym Wac Toja – High Quality.

## Teledysk
Do utworu powstał teledysk, który udostępniono w dniu premiery singla za pośrednictwem serwisu YouTube.

## Lista utworów
- Digital download[5]

1. „Rzucić rap” – 3:19

## Certyfikaty
| Kraj          | Certyfikat  |
| ------------- | ----------- |
| Polska (ZPAV) | złota płyta |